# Jeanette Marty
Jeanette Marty, verh. Krauer-Marty (* 11. August 1975 in Zug), ist eine ehemalige Schweizer Eishockeynationalspielerin, die an fünf Weltmeisterschaften und den Olympischen Winterspielen in Turin 2006 teilgenommen hat. Zwar besitzen Jeanette und die Zwillingsschwestern Stefanie und Julia Marty den gleichen Familiennamen, sie sind jedoch nicht verwandt.

## Karriere
Jeanette Marty begann ihre Eishockeykarriere beim EV Zug, für den sie in der Leistungsklasse A (LKA) spielte und dabei 1998 und 1999 jeweils Schweizer Meister wurde. Schon früh in ihrer Karriere debütierte sie für die Schweizer Eishockeynationalmannschaft der Frauen und gewann mit dieser bei der Europameisterschaft 1995 die Bronzemedaille. Am Ende der 1990er Jahre gehörte sie zu den besten Schweizer Eishockeyspielerinnen und führte regelmässig die Scoring-Listen der LKA an.
Nach der Saison 1999/2000 wechselte sie zum DHC Lyss, mit dem sie in den folgenden Jahren jeweils Vizemeister wurde. Nachdem sie mit dem Nationalteam im Jahr 2000 den Wiederaufstieg in die A-Gruppe der Weltmeisterschaft verpasst hatte, gelang ein Jahr später, bei der Weltmeisterschaft der Div. I 2001, der Wiederaufstieg der Schweizerinnen in die Top-Division.
Nach dem Wiederaufstieg des EV Zug 2003 kehrte sie zu ihrem Stammverein zurück und gewann mit diesem zwei weitere Meisterschaften (2004, 2005) und zwei Vizemeisterschaften (2006, 2007).
Zusammen mit ihren Schwestern nahm sie an den Olympischen Winterspielen in Turin 2006 teil. 2007 trat sie nach 16 Jahren aus der Nationalmannschaft zurück.
Nach vier Weltmeisterschaften und einem olympischen Eishockeyturnier sowie vier Meistertiteln in der Schweiz beendete Jeanette Marty ihre Karriere nach der Saison 2008/09.
Zwischen 2010 und 2012 gehörte sie dem Trainerstab der U15-Nationalmannschaft an.

## Erfolge und Auszeichnungen
- 1995 Bronzemedaille bei der Europameisterschaft[5]
- 1998 Schweizer Meister mit dem EV Zug
- 1999 Schweizer Meister mit dem EV Zug
- 1999 Topscorerin und Beste Torjägerin der Leistungsklasse A
- 2000 Topscorerin, Beste Torjägerin und Vorlagengeberin der Leistungsklasse A
- 2001 Aufstieg in die Top-Division bei der Weltmeisterschaft der Div. I
- 2004 Schweizer Meister mit dem EV Zug
- 2005 Schweizer Meister mit dem EV Zug
- 2005 Aufstieg in die eTop-Division bei der Weltmeisterschaft der Div. I
- 2006 Schweizer Vizemeister mit dem EV Zug
- 2007 Schweizer Vizemeister mit dem EV Zug

## Karrierestatistik

### International
(Legende zur Spielerstatistik: Sp oder GP = absolvierte Spiele; T oder G = erzielte Tore; V oder A = erzielte Assists; Pkt oder Pts = erzielte Scorerpunkte; SM oder PIM = erhaltene Strafminuten; +/− = Plus/Minus-Bilanz; PP = erzielte Überzahltore; SH = erzielte Unterzahltore; GW = erzielte Siegtore; 1 Play-downs/Relegation; Kursiv: Statistik nicht vollständig)